# Буґай (гміна Победзіська)
Буґай (пол. Bugaj) — село в Польщі, у гміні Победзиська Познанського повіту Великопольського воєводства.
Населення — 489 осіб (2011).
У 1975-1998 роках село належало до Познанського воєводства.

## Демографія
Демографічна структура станом на 31 березня 2011 року:
|          | Загалом | Допрацездатний вік | Працездатний вік | Постпрацездатний вік |
| -------- | ------- | ------------------ | ---------------- | -------------------- |
| Чоловіки | 217     | 56                 | 141              | 20                   |
| Жінки    | 272     | 70                 | 166              | 36                   |
| Разом    | 489     | 126                | 307              | 56                   |